# Asplenium puberulum
Asplenium puberulum là một loài dương xỉ trong họ Aspleniaceae. Loài này được Wall. mô tả khoa học đầu tiên năm 1830.
Danh pháp khoa học của loài này chưa được làm sáng tỏ. 